# NGC 5147
NGC 5147 je prečkasta spiralna galaktika u zviježđu Djevici. 

## Vanjske poveznice
- (engl.) SEDS: NGC 5147
- (engl.) Revidirani Novi opći katalog
- (engl.) Izvangalaktička baza podataka NASA-e i IPAC-a
- (engl.) Astronomska baza podataka SIMBAD
- (engl.) VizieR